# Siège d'Avignon (500)
Cet article concerne le siège de l'an 500. Pour le siège de l'an 1226, voir Siège d'Avignon.
Conquête de la Burgondie
Le siège d'Avignon en 500 est un affrontement qui oppose le roi des Francs Clovis au roi des Burgondes Gondebaud lors de la tentative de conquête de la Burgondie en 500 (ou 501). Clovis, négocie et doit abandonner le siège d'Avignon en choisissant de traiter avec Gondebaud.

## Contexte

### Mariage de Clovis avec Clothilde
Clothilde, la nièce de Gondebaud, se fiance à Clovis, pour un rapprochement diplomatique, et en " rébellion " contre Gondebaud et Godegisele, les dirigeants du royaume burgonde, instigateur du massacre de son père et ses frères. En 493, Clothilde épouse Clovis à Soissons et pousse ce dernier à entrer en guerre avec Gondebaud. Un récit, au Ve siècle, mentionne que Gondebaud cherchait à reprendre sa nièce, qui se préparait à rejoindre Clovis pour son mariage. De son côté, Clothilde a encourage son époux à rechercher une alliance avec Rémi, l'évêque de Reims, jusqu'à encourager Clovis se convertir au christianisme.

### Conversion de Clovis
Au cours de la bataille de Tolbiac, Clovis se serait adressé au dieu de Clothilde pour qu'il lui donne la victoire. Après avoir défait les Alamans, Clovis se fait baptiser à Reims par Saint Rémi qui lui donne l'onction sacrée. Cette attitude mécontente le roi des Burgondes qui voulait s'allier avec Clovis pour conquérir l'ensemble de la Gaule. Clovis, conseillé par son épouse, tente une alliance avec Godegisele, le frère de Gondebaud pour attaquer ce dernier

## Le conflit

### Début de la campagne contre Gondebaud
Clovis, en 500, envahit la Bourgogne sur invitation de Godegisele. Le roi Clovis attaque près de Dijon, aujourd'hui Saint-Appolinaire, les troupes de Gondebaud. Godegisele se serait retourné contre les troupes de Gondebaud offrant la victoire à Clovis. Gondebaud se replie sur Avignon que Clovis se prépare à assiéger. Quant à Godegisele, il entre dans Vienne pour y prendre le pouvoir sur tout le royaume.

### Le siège
Clovis assiège la ville d'Avignon où Gondebaud s'est réfugié. La ville est burgonde depuis 472 et est puissamment fortifiée: les premiers assaut francs ne donnent rien. Le moral des défenseurs est bon. Les francs s'en prennent alors à la campagne environnante qu'ils dévastent entièrement faisant même arracher les vignes et couper les oliviers.
Clovis estime que le siège est intenable: il manque d'armes de sièges, dont l'armée franque est presque quasiment dépourvue, ses soldats se découragent et des maladies font leur apparition. Même si le moral reste bon, les Burgondes souffrent de leur côté, d'un manque de ressources qui ne permet pas de tenir un long siège. Les deux camps ont alors besoin de négocier. Un accord est finalement trouvé et le roi des Francs accepte de renoncer à la prise d'Avignon moyennant un lourd tribut. Les Wisigoths jouant le rôle de médiateur dans cette négociation, le roi Alaric II profite de la situation et du chaos engendré pour occuper et annexer la basse Provence (au sud de la Durance). Les négociations de paix avec Clovis, dureront jusqu'en 501 ou 502.

## Conséquences
Clovis, qui disposait de 6000 hommes, en perd quelques milliers. Gondebaud, quant à lui, en perd une centaine[réf. nécessaire] La Burgondie reste indépendante, mais Clovis fera pression sur son ancien ennemi pour le contraindre à ne pas s'allier avec le roi des Wisigoths. Clovis prive ainsi le roi Alaric II des Wisigoths d'une alliance avec Gondebaud qui pourrait l'affaiblir. En 507, après sa défaite contre Clovis, le royaume des Wisigoths d'Aquitaine sera réuni au royaume de Clovis.
Gondebaud pour sa part quitte Avignon pour Lyon sa capitale ou il reconstitue une armée et assiège Vienne. Il s'en empare par la ruse et exécute son frère et une partie de sa famille.